# Kasteel van Menou

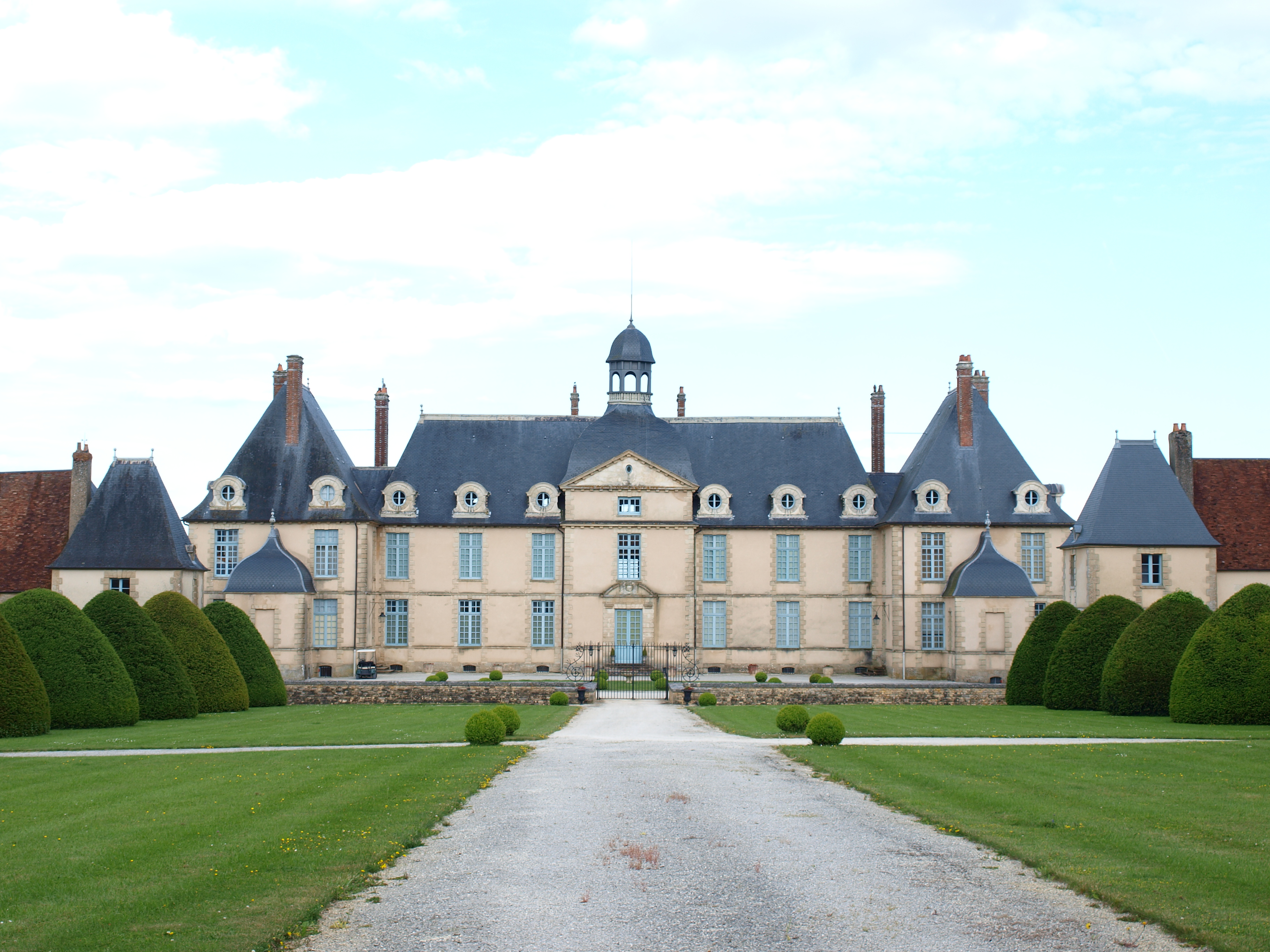
Entreegevel van Kasteel van Menou

Het Kasteel van Menou (Frans: Château de Menou) is een Frans kasteel, gelegen in de gemeente Menou, in het Bourgondische departement Nièvre. Het kasteel werd in de tweede helft van de 17e eeuw gebouwd door Armand-François de Menou, markies van Menou en Charnizay, nadat een herenhuis eerder op die plek was afgebrand. Het hoofdgebouw en omliggende bijgebouwen werden ontworpen door architect Barthélémy Le Blanc in de stijl van Lodewijk XIII.
Sinds 15 februari 1996 is het gebouw als Frans beschermd erfgoed geklasseerd, een zogeheten monument historique. Het omliggende park en de voormalige toegangslaan staan sinds 31 mei 1994 afzonderlijk vermeld als historisch monument. Het kasteel is privé-bezit en kan niet worden bezocht.

## Geschiedenis
Het gebied rond Menou heette aanvankelijk Nanvignes en was destijds een zelfstandige heerlijkheid. Het gebied werd aan het begin van de 16e eeuw in vier erfenissen onderverdeeld. Een deel van het gebied kwam in bezit van de familie Tenon. De familie Tenon kocht geleidelijk de delen van het gebied van de andere eigenaren op en verenigde ze in de 17e eeuw wederom als geheel. Guillaume IV van Tenon stierf kinderloos en liet het landgoed na aan zijn weduwe Marie Brisson. In 1625 trouwde zij met François de Menou, heer van Charnizay, waardoor het landgoed gedeeld bezit werd van het echtpaar. Voor de zoon van het echtpaar, Armand-François, werd in 1697 Nanvignes onder de naam Menou tot markgraafschap verheven door Lodewijk XIV, vanwege bewezen diensten in het leger. Armand-François bewoonde het landgoed vanaf 1671. Vanwege een brand in het landhuis in 1672 liet hij tussen 1672 en 1684 een nieuw kasteel bouwen naar ontwerpen van architect Barthélemy Le Blanc. De kosten van het nieuwe gebouw bedroegen ongeveer 30.000 Livres.

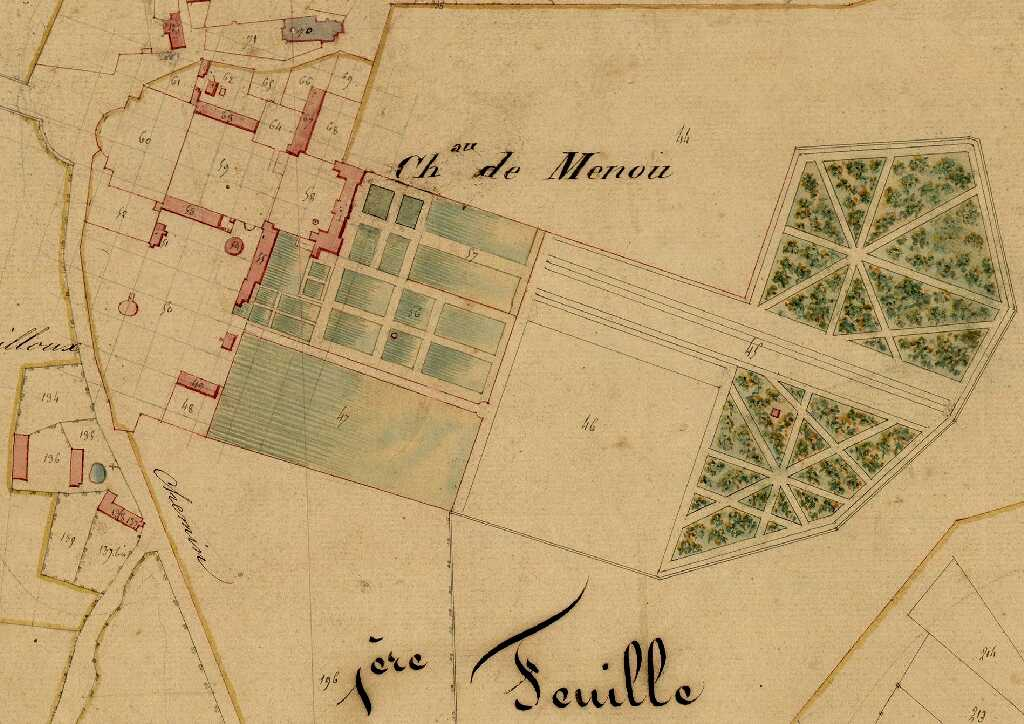
Plattegrond van het kasteelcomplex rond 1825

Na de dood van de eerste markies in 1703 erfde zijn weduwe Françoise-Marie de Clère het kasteel. In 1719 liet zij het na aan haar oudste zoon François-Charles de Menou. Zijn tweede dochter Marie-Louise ontving het landgoed in 1764 na de dood van haar oudere zus. In 1734 trouwde ze met Louis-Alexandre de Damas, de graaf van Crux. Zo kwam het kasteel in bezit van zijn familie. Hoewel het echtpaar het kasteel regelmatig gebruikten, was het niet hun hoofdverblijfplaats. Dit was namelijk het kasteel in Crux-la-Ville. Na de dood van haar man trok de weduwe Marie-Louise zich in 1763 terug in Menou. Door haar aanwezigheid voorkwam zij, ondanks haar hoge leeftijd, aanvallen op het kasteel tijdens de Franse Revolutie. Al in 1786 had ze het landgoed nagelaten aan haar derde zoon, Étienne Charles, die tijdens de revolutie naar het buitenland was geëmigreerd. Veel van zijn eigendommen waren daarom geconfisqueerd en verkocht. Ze werden echter gekocht door een van de kleindochters van Marie-Louise, die ze later aan haar oom Étienne Charles teruggaf. Hij keerde in 1815 terug naar Frankrijk en ontving zijn titels en adelstand van Lodewijk XVIII . In de 19e eeuw liet Étienne Charles de Damas ingrijpende renovaties uitvoeren aan het interieur van de gebouwen. Ook liet hij de barokke Franse tuin omvormen tot een Engelse landschapstuin. In 1826 ontving hij de toenmalige kroonprins, de Dauphin, en zijn vrouw Marie Thérèse Charlotte de Bourbon met een groot gezelschap in Menou.
In 1846 stierf Étienne Charles kinderloos, waarmee de mannelijke lijn van de familie Damas tot een einde kwam. Het kasteel ging daarom over op een van zijn achternichten, Henriette-Félicité du Bouchet de Sourches. In 1814 trouwde zij met Pierre-Louis de Blacas d'Aulps, de eerste hertog van Aulps, waarmee het landgoed als eigendom bij hem in de familie kwam. In de zomermaanden kwam Henriette-Félicité regelmatig naar Menou, terwijl haar kleindochter Béatrix de Chastellux en haar echtgenoot Alard de La Roche-Aymon het kasteel als woonhuis gebruikten. Na de dood van Beatrix werd het landgoed in de 20e eeuw niet meer bewoond. Tijdens de Duitse bezetting in de Tweede Wereldoorlog gebruikten Duitse troepen het kasteel als militaire basis. Het kasteel was tot in de jaren tachtig van de 20e eeuw in het bezit van de familie De Blacas.

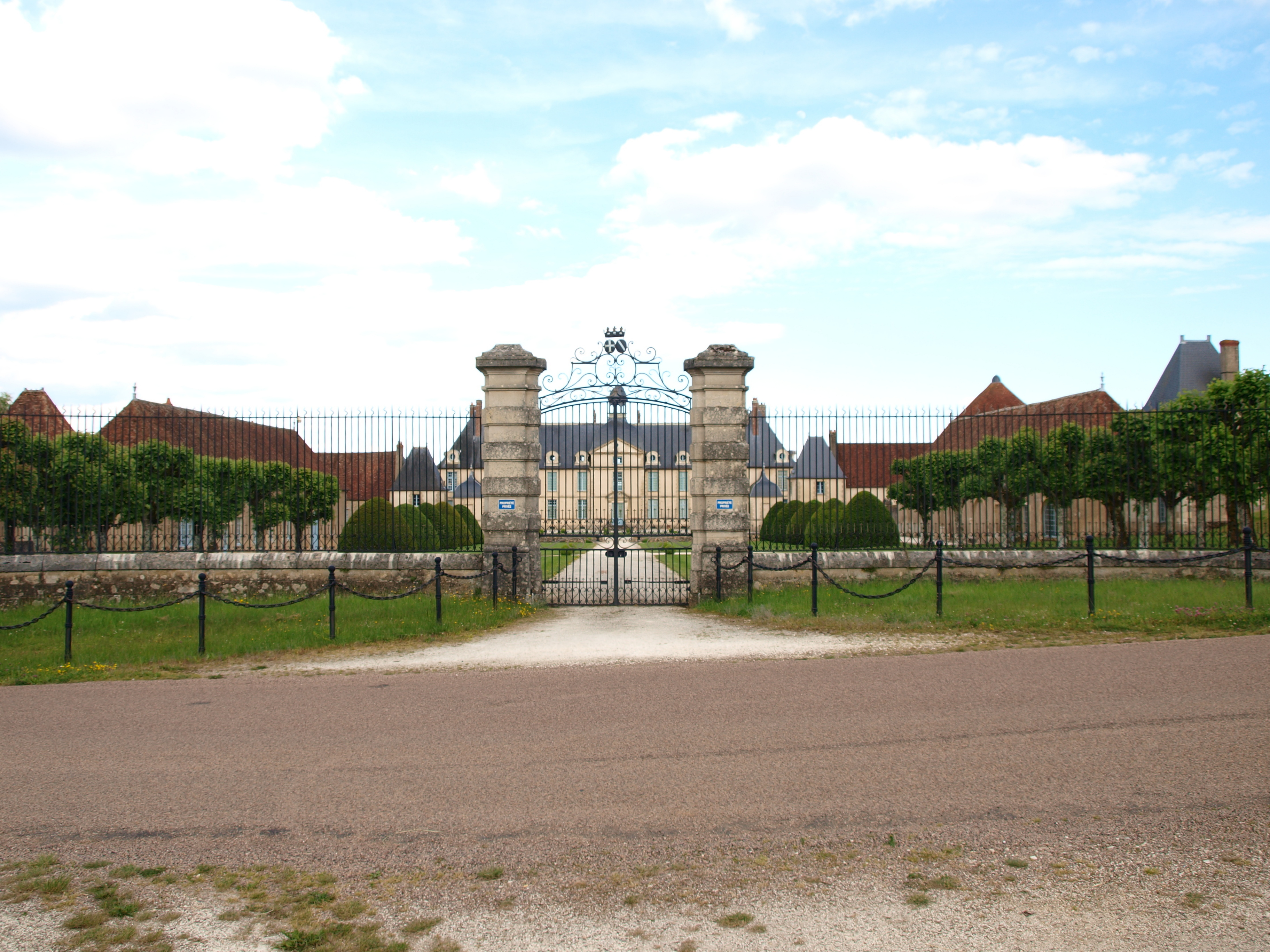
Toegangspoort van het kasteel

In 1987 verkocht de familie De Blacas de inmiddels vervallen gebouwen aan Jean-Luc Gaüzere en de ontwerper Jacques Garcia. Er werd begonnen met restauraties van de gebouwen en tuinen naar voorbeelden uit de 17e eeuw. In 2004 verkocht Garcia het complex om met de opbrengst een deel van de restauratie en restauratie van zijn andere kasteel, het kasteel van Le Champ de Bataille, te financieren.